# Cheile Tecșeștilor
Cheile Tecșeștilor alcătuiesc o arie protejată de interes național ce corespunde categoriei a IV-a IUCN (rezervație naturală de tip geologic și peisagistic), situată în vestul Transilvaniei, pe teritoriul județului Alba.

## Localizare
Aria naturală se află în partea estică a Munților Trascăului, pe Valea Cetii, la o altitudine cuprinsă între 750 și 1150 m, pe teritoriul administrativ al comunei Întregalde, la limita teritorială a acesteia cu comuna Stremț.

## Descriere
Rezervația naturală a fost declarată arie protejată prin Legea Nr.5 din 6 martie 2000, publicată în Monitorul Oficial al României, Nr.152 din 12 aprilie 2000, privind aprobarea Planului de amenajare a teritoriului național - Secțiunea a III-a - zone protejate și are o suprafață de 5 ha.
Arealul (inclus în situl de importanță comunitară Munții Trascăului) prezintă un relief diversificat: abrupturi stâncoase (cheiuri constituite din calcare jurasice și formațiuni cretacice, formate din marne, gresii și conglomerate), acoperit în mare parte cu vegetație de arbori și arbusti cu specii de fag (Fagus sylvatica), carpen (Carpinus betulus), mesteacăn (Betula pendula), cununiță (Spiraea chamaedryfolia), măceș (Rosa canina) sau mur (Rubus fruticosus); pășuni și fânețe.
La nivelul ierburilor sunt întâlnite mai multe specii floristice de stâncărie și pajiște; printre care: ovăscior (Helictotrichon decorum), crucea voinicului (Hepatica transsilvanica), bulbuc de munte (Trollius europaeus), stânjenel siberian (Iris sibirica), narcisă (Narcissus stellaris), ineață (Linum perenne ssp. extraaxillare), firuță (Poa sylvicola), păiuș roșu (Festuca rubra), iarba vântului (Nardus stricta).

## Monumente și atracții turistice
În vecinătatea rezervației naturale se află câteva obiective de interes istoric, cultural și turistic; astfel:

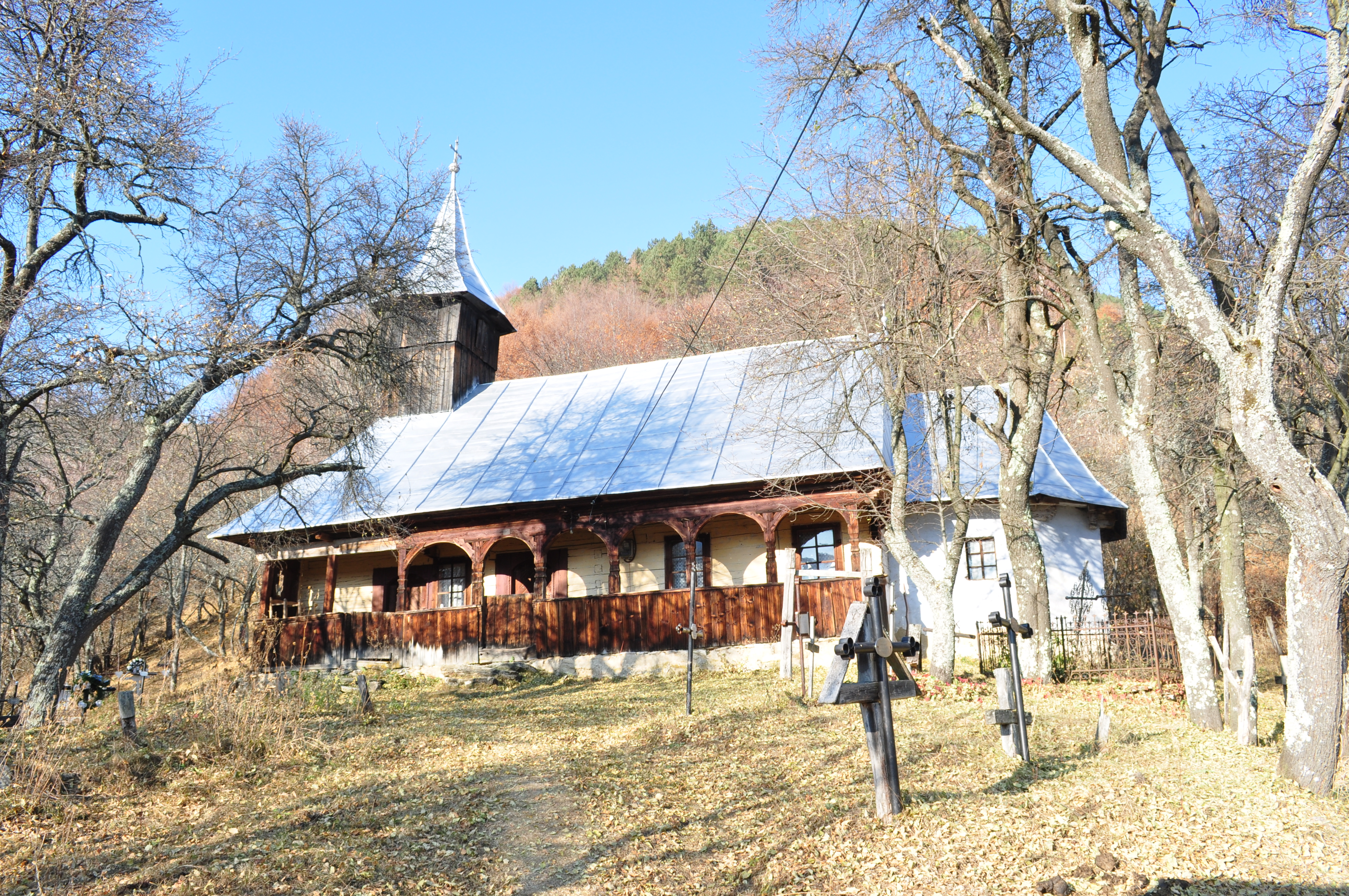
Biserica de lemn din Dealul Geoagiului

- Biserica de lemn "Sf. Arhangheli" din Dealul Geoagiului, construcție 1742, monument istoric (cod LMI AB-II-m-A-00216).
- Biserica de lemn "Sf. Ilie" din Întregalde, construcție 1774, monument istoric (cod LMI AB-II-m-B-00240).
- Muzeul etnografic (interior de casă țărănească tradițională cu exponate ce reflectă arta mesteșugărească tradițională) din satul Întregalde.
- Peștera "Bisericuța" din satul Sfârcea.
- Rezervațiile naturale Cheile Găldiței și Turcului, Cheile Întregalde, Piatra Cetii și Poienile cu narcise de la Tecșești.
- Munții Trascăului - sit de importanță comunitară (93.189 hectare) inclus în rețeaua ecologică Natura 2000 în România.